# جوزفين د. هيرد
جوزفين د. هيرد (بالإنجليزية: Josephine D. Heard)‏ هي كاتِبة وشاعرة أمريكية، ولدت في 1861، وتوفيت في 1921.